# Fyé
Fyé is een gemeente in het Franse departement Sarthe (regio Pays de la Loire). De plaats maakt deel uit van het arrondissement Mamers. Fyé telde op 1 januari 2022 995 inwoners.

## Geografie
De oppervlakte van Fyé bedroeg op 1 januari 2022 16,31 vierkante kilometer; de bevolkingsdichtheid was toen 61 inwoners per km².

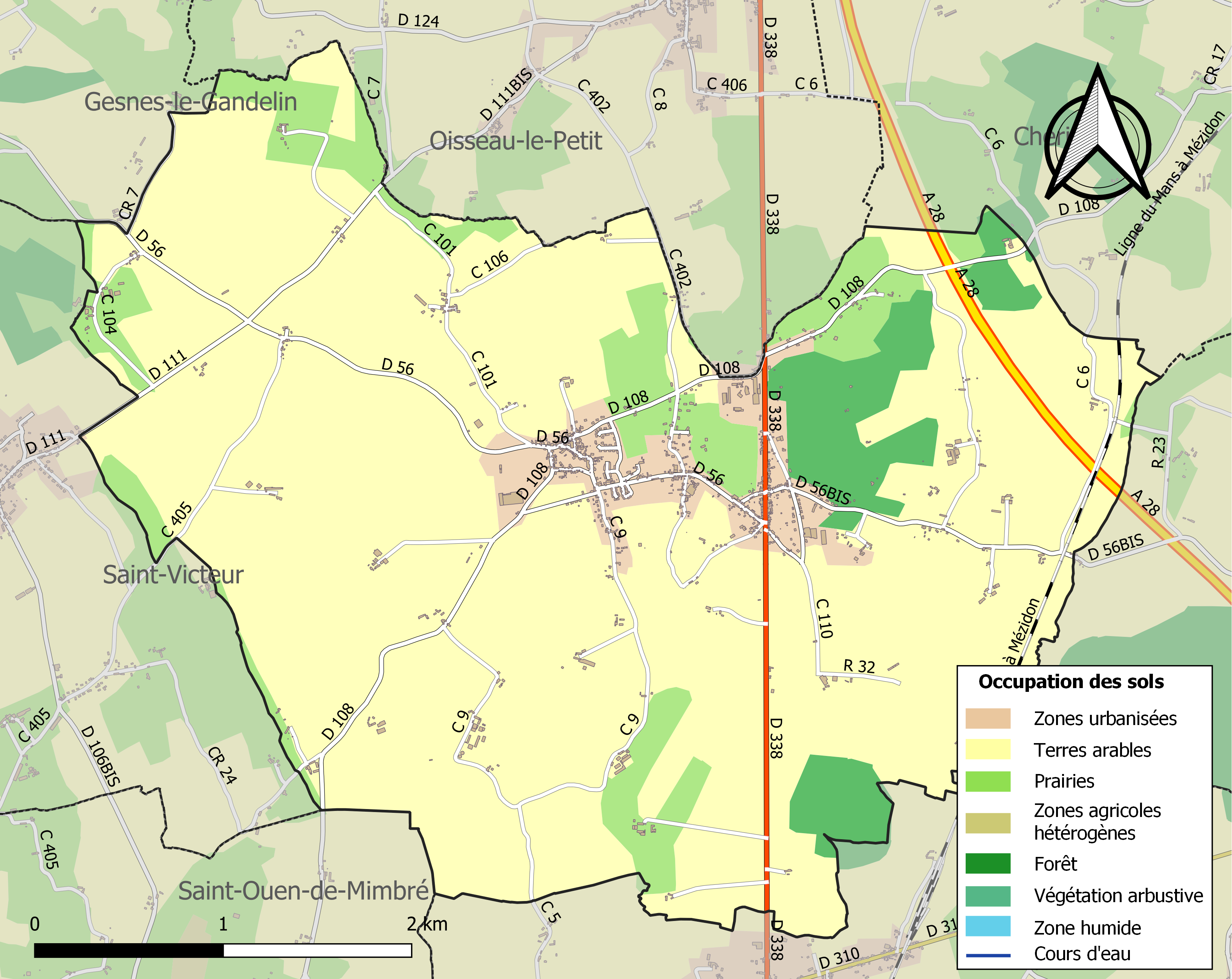
Kaart van de gemeente met de belangrijkste infrastructuur, bodemgebruik en omliggende gemeenten

## Demografie
Onderstaande figuur toont het verloop van het inwonertal (bron: INSEE-tellingen).